# Kraftwerk Anglesea
Das Kraftwerk Anglesea ist ein Braunkohlekraftwerk, das bei Anglesea, in Victoria in Australien etwa 100 Kilometer von Melbourne liegt. Es beansprucht eine Fläche von 5 Quadratkilometern der Anglesea Heath, einem für seine biologische Vielfalt bedeutenden und insgesamt 67 Quadratkilometer großen Naturschutzgebiets, das in die Australian Register of the National Estate eingetragen ist.
Das Kraftwerk stellt mit einer Dampfturbine und dem angeschlossenen Generator 150 Megawatt Leistung bereit und liefert 40 Prozent davon an die nahegelegene Point-Henry-Aluminiumhütte, der Alcoa World Alumina and Chemicals (AWAC). Das Kraftwerk wurde am 20. März 1969 in Betrieb genommen und verfeuert Braunkohle aus dem neben dem Kraftwerk liegenden Tagebau, die auf einer 3 Kilometer langen Privatstraße von LKWs zum Kraftwerk transportiert wird. Der Abraum wird abgelagert und auf dem Bergbaugelände mit Förderbändern verfüllt, die mit Radladern und LKWs beladen werden.
1955 wurden von den Roche Brothers bei Anglesea Testbohrungen durchgeführt, die ein Bergwerk bei Wensleydale betrieben, deren Kohlereserven erschöpften. Eine extensive Kohlelagerstätte wurde 2 Kilometer nördlich von Anglesea entdeckt, deren Abbau 1959 begann, um Braunkohle an die Industrie und Institutionen im Gebiet von Geelong zu liefern. Die Bergbaurechte wurden 1961 von der Western Mining Corporation übernommen, um das geplante Kraftwerk von AWCA zu beliefern. Der Act of 1961 (genannt Aluminum Agreement) garantiert AWAC ein exklusives 50-Jahres-Recht zum Abbau und zur Lagerstättenerkundung über ein Gebiet von 7350 Hektar in dieser Region. Nach weiteren Bohrungen von WMC im Osten des ursprünglichen Bergwerks und näher am Kraftwerk, wurde eine 50 Millionen Tonnen große Kohlelagerstätte entdeckt. Die Mächtigkeit dieses Kohlelagers beträgt etwa 140 Meter, mit einer abbauwürdigen Reserve von 70 Millionen Tonnen in einer hochgelegenen und 90 Millionen Tonnen in einer tiefer gelegenen Schicht. 1992 erreichte das Verhältnis von Abraum zu Kohle einer durchschnittlichen Kohle-Mächtigkeit von 27 Metern ein Verhältnis von 2,5 zu 1.
2005 waren ungefähr 35 Millionen Tonnen Kohle abgebaut worden, davon wurden ungefähr 1,1 Millionen Tonnen Braunkohle jährlich in der Dampfturbine des Kraftwerks verfeuert, die 144 Tonnen pulverisierte Braunkohle in einer Stunde zur Elektrizitätserzeugung benötigt. Die Anglesea-Kohle hat einen hohen Brennwert bei der Stromerzeugung, wenn sie mit anderer Braunkohle durchmischt wird. Allerdings führt sie einen hohen Schwefel-Anteil mit 3 Prozent, der zu einem hohen Ausstoß von Schwefeldioxid (SO2) führt und die Umwelt belastet. Die Carbon Monitoring for Action schätzt, dass das Kraftwerk jährlich etwa 1,21 Millionen Tonnen Treibhausgas jedes Jahr als Ergebnis seiner Braunkohleverfeuerung ausstößt.
Das Anglesea-Kraftwerk entnimmt Kühlwasser aus sechs unterirdischen artesischen Brunnen, die angebohrt und die durch Regenwasser gespeist wurden.